# Elinore Johansson
Marie Johanna Elinore Johansson (* 19. März 1996 in Hässleholm, Schweden) ist eine schwedische Handballspielerin, die beim deutschen Bundesligisten TuS Metzingen unter Vertrag steht.

## Karriere

### Im Verein
Johansson begann das Handballspielen im Alter von sechs Jahren in ihrem Geburtsort beim Hässleholms HF. Später spielte die Linkshänderin in der Jugendabteilung von H 65 Höör. Johansson lief ab der Saison 2012/13 für LUGI HF auf, bei dem sie schon im Alter von 16 Jahren in der Erstligamannschaft eingesetzt wurde. Im Sommer 2019 wurde sie vom norwegischen Zweitligisten Larvik HK verpflichtet. Gleich in ihrer ersten Saison gelang ihr mit Larvik der Aufstieg in die höchste norwegische Spielklasse. Die Rückraumspielerin war in der Aufstiegssaison mit 106 Treffern die torgefährlichste Spielerin ihrer Mannschaft. Im Sommer 2021 wechselte sie zum Ligakonkurrenten Storhamar Håndball. In der Saison 2023/24 stand sie beim ungarischen Erstligisten Debreceni Vasutas SC unter Vertrag. Anschließend wechselte sie zum deutschen Bundesligisten TuS Metzingen.

### In Auswahlmannschaften
Johansson lief für die schwedische Jugendnationalmannschaft auf. Mit dieser Auswahlmannschaft gewann sie die Goldmedaille bei der U-17-Europameisterschaft 2013. Auch im darauffolgenden Jahr war sie für die Jugendauswahl bei der U-18-Handball-Weltmeisterschaft, die Schweden auf dem neunten Platz abschloss, im Einsatz. Anschließend gehörte Johansson dem Kader der schwedischen Juniorinnennationalmannschaft an. Mit dieser Auswahlmannschaft gewann sie die Bronzemedaille bei der U-19-Europameisterschaft 2015. 2016  nahm sie an der U-20-Weltmeisterschaft teil. Johansson bestritt am 16. Juni 2018 ihr Länderspieldebüt für die schwedische A-Nationalmannschaft gegen die Ukraine.